# Robregordo
Robregordo est une commune de la communauté de Madrid, en Espagne.